# 1745 w literaturze
Wydarzenia literackie w 1745 roku.

## Nowe książki
- Wojciech Stanisław Chrościński – Józef do Egiptu od braci przedany
- Philip Doddridge – The Rise and Progress of Religion in the Soul
- Henry Fielding – A Serious Address to the People of Great Britain
- Henry Fielding – The True Patriot
- Samuel Johnson – Miscellaneous Observations on the Tragedy of Macbeth
- Samuel Johnson – Proposals for Printing a New Edition of the Plays of William Shakespear

## Nowe dramaty
- Colley Cibber – Papal Tyranny in the Reign of King John
- James Thomson – Tancred and Sigismunda

## Nowe poezje
- Mark Akenside – Friendship and Love. A Dialogue
- Mark Akenside – Odes on Several Subjects
- Samuel Madden – Boulter's Monument

## Nowe prace naukowe
- Benedykt Chmielowski – Nowe Ateny

## Urodzili się
- 4 stycznia – Johann Jakob Griesbach, niemiecki biblista (zm. 1812)

- 26 lipca – Henry Mackenzie, szkocki poeta i dramaturg (zm. 1831)
- data nieznana – Olaudah Equiano, afrykański pisarz (zm. 1797)

## Zmarli
- 19 października – Jonathan Swift, irlandzki pisarz (ur. 1667)
- 16 grudnia – Pierre Desfontaines, francuski historyk i dziennikarz (ur. 1685)